# 12071 Девікім
12071 Девікім (12071 Davykim) — астероїд головного поясу, відкритий 20 березня 1998 року.
Тіссеранів параметр щодо Юпітера — 3,609.